# Chrysopilus howei
Chrysopilus howei är en tvåvingeart som beskrevs av Paramonov 1962. Chrysopilus howei ingår i släktet Chrysopilus och familjen snäppflugor.
Artens utbredningsområde är Lord Howeön. Inga underarter finns listade i Catalogue of Life.